# Upton (Norfolk)
Upton – wieś w Anglii, w hrabstwie Norfolk, w dystrykcie Broadland. Leży 17 km na wschód od Norwich i 172 km na północny wschód od Londynu.